# Monument a Jovellanos
El Monument a Jovellanos és un homenatge a la ciutat d'Oviedo, Astúries, Espanya, dedicat el 1798 per la Junta General del Principat d'Astúries a l'il·lustrat espanyol Gaspar Melchor de Jovellanos, natural d'aquesta regió, nascut a Gijón el 1744, en reconeixement de la seva dedicació i treball darrere del progrés i industrialització d'Astúries.
Les traces del monument foren remeses des de Madrid a la Junta General per l'arquitecte Juan de Villanueva. Va ser el primer monument públic dedicat a un particular a Espanya. Ha estat traslladat i mutilat fins a tres ocasions, podent-se contemplar l'estat actual del monument en un racó lateral del monestir de San Pelayo d'Oviedo, en l'actual carrer de Jovellanos d'aquesta ciutat.

## Detalls tècnics
Inscripció epigràfica sobre dos suports:
- Fons: Recentior lapis, en català: A Jovellanos MDCCXCVIII - MCMXL (Data, aquesta última (1940), del trasllat del monument a la seva ubicació actual). Ben conservada.
- Front (Sota el fons): Com a mausoleu esculpit, hi ha una inscripció llatina flanquejada per blasons. Per dalt, l'escut d'Espanya (Castella i Lleó, de Carles IV amb les borbòniques flors de lis al centre, coronada), a sinistra l'escut d'Astúries (Creu de la Victòria α, ω) i un altre a la dreta, desconegut.

Inscripció sobre pedra, a causa de les humitats, molt enfosquida i deteriorada.

## Transcripció
A/
JOVELLANOS/
MDCCXCVIII/
MCMXL/
GASPARI. MELCHORI. A. JOVE-LLANOS. CLARO. GENERE./
GEGIONE. NATO. NORBAE. CAESAR. ORDIN. EQVITI. MVNIS./
PLVRIB. HISPALI. VRBI. EXPECTAT. OMNIVM. ABSOLVTA. FUN./
CTO. ORATORI. MOSCOVIAM. DESIGN. REG. CATHOL. CONSILIAR./
INTIMO. SVPER. JUSTIT. ET. GRAT. NEGOT. BONOR. OMNIVM./
SIMVL. PLAVSV. SVMMO. PRAEF. CONSTIT. DE. ASTVRICA. GENTE./
OPTVME. MERITO. GEGION. VIA. CARBONAR. QVE. FODINIS. A/
PERT. NOVO. SCIENTIAR. INSTIT. INVENTO. ERECTO. ASTVR./
REI. PVBL. CVRATOR. ORDO. HOC. MONVMENT. EXIMIAE./
VIRTVTI. DEBIT. D.P.P.V. IVENTI. ERIGEND. CVRAVIT. REG./
CAROLO. IIII. A. SAL. (') ') C C X C V I I I // i.e. MDCCXCVIII //